# Плато Нтем
Плато Нтем — плато у Габоні висотою до 760 м, складене щільними древніми породами, знаходиться на північному сході країни — на схід від Криштальних гір і на північ від р. Оговє. Ріки, глибоко врізаючись в поверхню плато, утворюють численні пороги. Поширені вологі тропічні ліси.